# Генеративни търсачки
Генеративните търсачки (на английски: generative search engines) представляват търсещи системи, които използват модели с изкуствен интелект, по-специално големи езикови модели (LLM), за да генерират директни отговори на потребителски въпроси. За разлика от класическите търсачки, които предоставят списък с уеб страници, генеративните търсачки синтезират информация и формулират пълен отговор на естествен език.

### Разлика с класическите търсачки
Основната разлика между генеративните и класическите търсачки е в начина, по който се представя информацията. Класическите търсачки като Google или Bing използват алгоритми за индексиране и класиране на уеб страници, като резултатите обикновено се представят като списък от линкове. От своя страна, генеративните търсачки като ChatGPT, Google SGE (Google Search Generative Experience), Copilot или Perplexity AI използват предварително обучени езикови модели, за да отговарят директно на зададения въпрос – без необходимост потребителят да посещава външни сайтове.
Генеративните търсачки променят начина, по който потребителите намират информация онлайн. Вместо да преглеждат множество резултати, те получават обобщен и директен отговор на своя въпрос. Това поражда нови предизвикателства, свързани с достоверността на информацията, цитиране на източници и видимост на оригиналното съдържание.

## История и развитие

### Първи примери и концепции
Идеята за търсене чрез директен диалог с машина води началото си още от ранните експерименти с изкуствен интелект и системи за въпроси и отговори (QA systems) в края на 20-ти век. Ранни системи като WolframAlpha (2009), макар и не базирани на генеративни модели, позволяват на потребителите да задават въпроси на естествен език и получават синтезирани отговори, базирани на структурирани данни.

### Ролята на големите езикови модели
Съществен напредък настъпва с разработването на големи езикови модели (LLMs), особено след представянето на архитектурата Transformer от Google през 2017 г. Тази архитектура става основа за модели като GPT (от OpenAI), BERT (Google) и други. Големите езикови модели могат да разбират контекста на въпросите, да обобщават информация от различни източници и да генерират текст в естествен език, което прави възможно създаването на генеративни търсачки.

### Поява на ChatGPT, Bing Copilot, Google SGE и други
През ноември 2022 г. OpenAI пуска ChatGPT, базиран на езиковия модел GPT-3.5 (по-късно GPT-4), който предизвиква широк интерес. Microsoft интегрира GPT в своята търсачка Bing под формата на Bing Copilot, а Google експериментира със Search Generative Experience (SGE) – функция, която добавя обобщени AI отговори в търсачката.
Междувременно се появяват и независими генеративни търсачки като Perplexity, You.com, Andi и други, които предлагат алтернативен подход към класическото търсене чрез генерация на отговори в реално време.

## Принцип на работа

### Как се генерират отговори
Генеративните търсачки не връщат линкове към уебсайтове като традиционните търсачки, а вместо това създават отговори в естествен език, обобщавайки информация от множество източници. Когато потребителят зададе въпрос, търсачката анализира запитването, разбира неговия контекст и използва езиков модел, за да генерира отговор, който изглежда като написан от човек. Тези отговори често включват синтезирани факти, обяснения и дори препоръки.

### Какви технологии използват
Генеративните търсачки разчитат на комбинация от съвременни технологии, включително:
- Големи езикови модели (LLMs) – като GPT, PaLM, Claude и други. Те са обучени върху огромни масиви от текст и могат да създават свързани, граматически правилни и смислени отговори.[1]
- Обработка на естествен език (NLP) – технология, която позволява на машините да разбират, интерпретират и генерират човешки език.
- Изкуствен интелект (AI) – включително машинно обучение и невронни мрежи, които подпомагат моделирането на знание, контекст и намерение.
- Web crawling и indexing – някои генеративни търсачки (като Perplexity) активно обхождат мрежата и използват актуални източници, за да предоставят по-точни отговори с препратки.[9]

Чрез съчетаването на тези технологии генеративните търсачки предлагат по-интерактивно, диалогично и персонализирано търсене спрямо класическите алгоритми за индексиране и класиране.

## Примери за генеративни търсачки

### Google SGE (Search Generative Experience)
Google SGE е експериментална инициатива на Google, представена през 2023 г., която интегрира генеративни отговори в основната търсачка. SGE използва модели от семейството Gemini, за да предоставя резюмета, контекст и директни отговори в горната част на резултатите от търсенето. Целта е да се улесни намирането на информация без необходимост от преглед на множество сайтове.

### Bing Copilot (по-рано Bing Chat)
Разработен от Microsoft в партньорство с OpenAI, Bing Copilot е интегриран в търсачката Bing и в браузъра Edge. Той използва GPT-4 за генериране на отговори, предоставяйки източници с хипервръзки, изображения и интерактивен чат. От 2024 г. Bing Copilot се използва и в Microsoft 365 продукти като Word, Excel и Outlook.

### Perplexity AI
Perplexity е независима генеративна търсачка, известна с фокуса си върху достоверни източници и реалновременен достъп до информация. За разлика от други, тя цитира източниците си директно под всеки отговор и поддържа разговорен интерфейс.

### DeepSeek AI
DeepSeek е генеративна търсачка и езиков модел, разработен от китайската компания DeepSeek-VL. Платформата комбинира търсачка с възможности за генериране на отговори в естествен език, базирани на голям езиков модел, наречен DeepSeek-V2. Тя предоставя реалновременен достъп до интернет и може да анализира, синтезира и обяснява информация, включително технически и научни данни.

### Други представители
- You.com – комбинира традиционно търсене с генеративни отговори, персонализация и т.нар. YouChat.[13]

- Brave Search AI – от създателите на браузъра Brave. Brave използва собствен индекс и предлага резюмета чрез AI с фокус върху поверителноста.[14]
- Andi Search – ориентирана към младата аудитория, с визуален и кратък формат на отговорите.[15]

- NeevaAI – първоначално самостоятелна AI търсачка, придобита от Snowflake през 2023 г.[16]
- Komo Search, Scite.ai, Consensus – нишови търсачки, използвани за специфични сфери като академични публикации, научни изследвания и т.н.

## Предимства и недостатъци
Генеративните търсачки предлагат редица предимства спрямо класическите търсачки, но също така имат и своите ограничения.

### Предимства
- Бързина на отговорите – платформите могат да генерират обобщения, анализи и решения за секунди, спестявайки време на потребителя.
- Удобство при използване – въпросите се задават на естествен език, без нужда от формулиране на конкретни ключови думи.
- Дълбочина и персонализация – моделите предлагат подробни, контекстуални и адаптивни отговори според нуждите на потребителя.
- Интерактивност – възможността за последващи въпроси улеснява задълбочаването в дадена тема.

### Недостатъци
- Точност и надеждност – генерираните отговори понякога могат да съдържат неточности, особено когато липсва валиден източник.
- Липса на прозрачност на източниците – невинаги се посочва откъде е извлечена информацията, което затруднява проверката ѝ.
- Халюцинации – моделите могат да измислят факти или да представят несъществуващи данни с уверен тон.[17]

- Пристрастия в модела – генеративните алгоритми могат да отразяват пристрастия, заложени в обучаващите им данни.

## Влияние върху интернет и потребителското поведение
Генеративните търсачки оказват значително въздействие върху начина, по който потребителите взаимодействат с информацията онлайн, както и върху самата структура на уеб пространството.

### Промяна в начина на търсене
С навлизането на генеративните търсачки потребителите все по-често задават цели въпроси, вместо да използват кратки ключови думи. Това променя очакванията към търсачките — от списък с линкове към директен, обобщен и разбираем отговор.

### Намаляване на трафика към сайтовете източник на информацията
Много от отговорите се предоставят директно в интерфейса на генеративната търсачка, което води до намаляване на органичния трафик към уебсайтове. Това поражда притеснения сред издатели и SEO специалисти, тъй като достъпът до оригиналното съдържание може да бъде заобиколен.

### Етични въпроси
Използването на съдържание от уебсайтове без ясно посочване на източника или разрешение поражда въпроси относно авторското право, прозрачността на източниците и монетизацията на съдържанието. Освен това, наличието на пристрастия в моделите и възможността за разпространение на дезинформация налагат етични и регулаторни дискусии.

## Оптимизация на сайтове за генеративнo търсене
С възхода на генеративните търсачки се оформя ново направление в дигиталния маркетинг оптимизация за генеративни търсачки или GEO (от английски Generative Engine Optimization). Този подход се фокусира върху това как съдържанието да бъде разпознавано, използвано и цитирано от генеративни изкуствени интелекти като ChatGPT, Google SGE, Bing Copilot и други.

### Нови подходи в оптимизирането на уебсайтове и съдържание
За разлика от класическия SEO, GEO набляга на:
- Структурирано, ясно и фактологично точно съдържание.
- Цитируемост и авторитетност на източника.
- Контекстуална релевантност спрямо конкретни въпроси на потребителите.
- Внедряване на структурирани данни и машинно четими метаданни.
- Присъствие в надеждни бази данни и директории с висока репутация.[18]

### Как бизнесите се адаптират
Много компании започват да адаптират уебсайтовете си, за да отговарят на новите изисквания на генеративните търсачки. Това включва:
- Създаване на секция с най-често задавани въпроси.
- Публикуване на данни, които биха били полезни за LLMs модели.
- Разработване на собствени „персонализирани“ резултати, оптимизирани за извличане от ИИ.
- Повишаване на прозрачността, точността и авторитета чрез линкове към първоизточници и проучвания.

GEO е развиващо се поле, но се очаква да играе все по-важна роля в бъдещето на онлайн видимостта и дигиталната репутация.